# Cabo del Medio (udde)
Cabo del Medio är en udde i Antarktis. Den ligger i Västantarktis. Argentina, Chile och Storbritannien gör anspråk på området.
Terrängen inåt land är kuperad åt sydost, men åt nordväst är den platt. Havet är nära Cabo del Medio åt nordväst. Trakten är obefolkad. Det finns inga samhällen i närheten. 
Runt Cabo del Medio är det mycket glesbefolkat, med 5 invånare per kvadratkilometer.